# Conflito (narrativa)

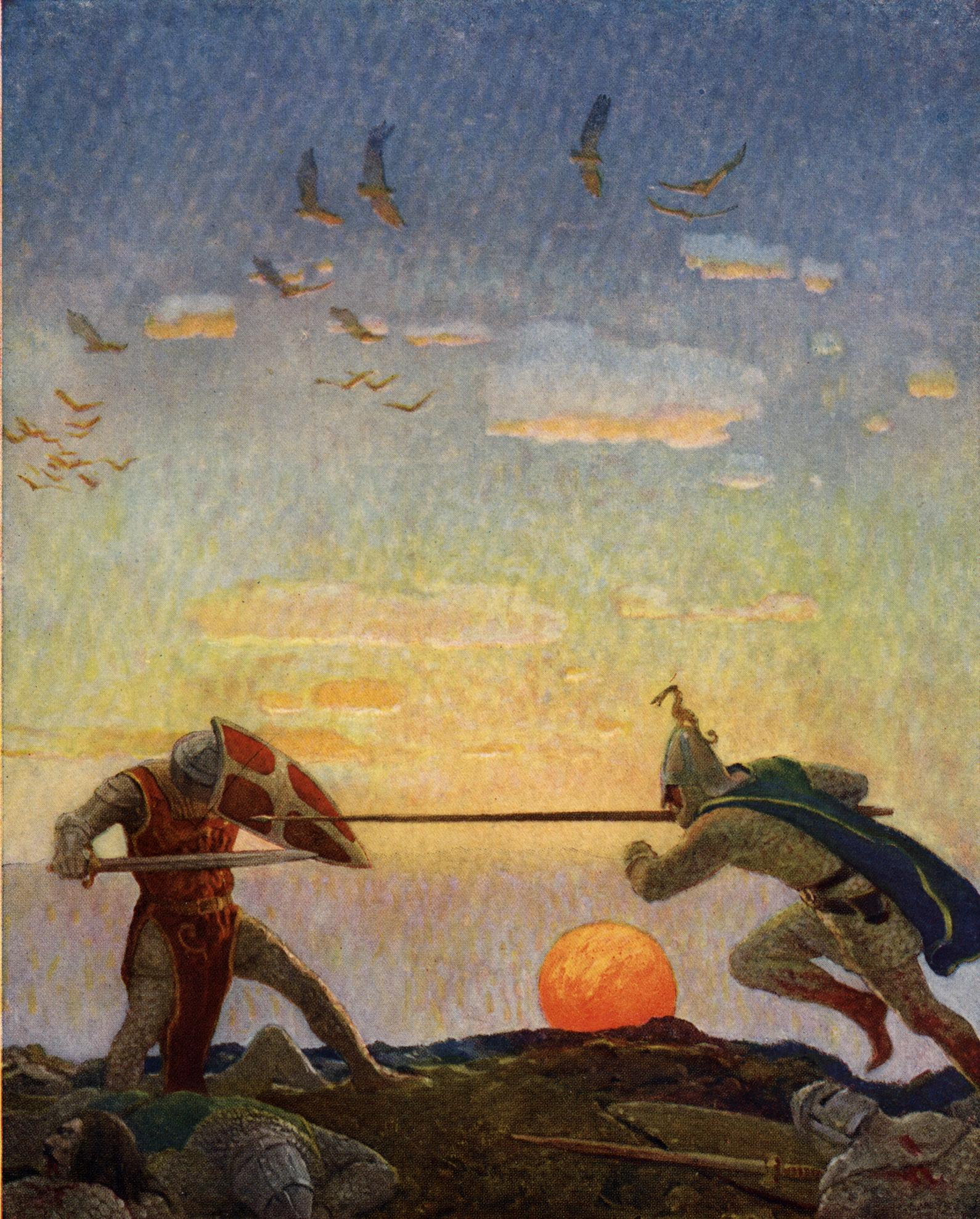
O conflito na narrativa vem em muitas formas. "Homem contra homem", tal como é representado aqui na batalha entre o Rei Arthur e Mordred, é particularmente comum na literatura tradicional, contos de fadas e mitos

Nas obras de narrativa literária, o conflito é o desafio que os personagens principais precisam resolver para atingir seus objetivos.
Tradicionalmente, o conflito é um elemento literário importante da estrutura narrativa ou dramática que cria desafios em uma história, adicionando incerteza a se a meta será alcançada. Uma narrativa não se limita a um único conflito. Embora os conflitos nem sempre possam ser resolvidos na narrativa, a resolução de um conflito cria conclusão ou realização, o que pode ou não ocorrer no final da história.

## Natureza básica
Conflito na literatura refere-se as diferentes motivações dos personagens ou forças envolvidas. O conflito pode ser interno ou externo — isto é, pode ocorrer dentro da mente de um personagem ou entre um personagem e forças externas. O conflito é mais visível entre dois ou mais personagens, geralmente um protagonista e um antagonista/inimigo/vilão, mas pode ocorrer de muitas formas diferentes. Um personagem pode facilmente se encontrar em conflito com uma força natural, como um animal ou um evento climático. O propósito literário do conflito é criar tensão na narração, deixando os leitores mais interessados, deixando-os incertos sobre quais dos personagens ou forças prevalecerão.
Pode haver múltiplos pontos de conflito em uma única história, pois os personagens podem ter mais de um desejo ou podem lutar contra mais de uma força oponente. Quando um conflito é resolvido e o leitor descobre qual força ou personagem tem êxito, isso cria uma sensação de fechamento. Conflitos podem ter resolução em qualquer ponto de uma narrativa, particularmente onde existe mais de um conflito, porém histórias nem sempre resolvem todos os conflitos. Se uma história termina sem resolver o conflito maior ou principal, diz-se que tem um final "aberto". Os finais abertos, que podem servir para o leitor considerar o conflito mais pessoalmente, podem não satisfazê-los, mas a conclusão óbvia de conflitos também pode deixar os leitores desapontados na história.

## Classificação
Os tipos básicos de conflito na ficção têm sido comumente codificados como "personagem contra personagem", "personagem contra a natureza" e "personagem contra si". Embora frequentemente citados, esses três tipos de conflito não são universalmente aceitos. Ayn Rand, por exemplo, argumentou que "personagem contra a natureza" não é um conflito porque a natureza não tem livre-arbítrio e, portanto, não pode fazer escolhas. Às vezes, "personagem contra sociedade" é um quarto conflito descrito. Alguns dos outros tipos de conflito referenciados incluem "personagem contra tecnologia" (O Exterminador do Futuro, Admirável Mundo Novo), "personagem contra o destino" (Matadouro 5), "personagem contra o sobrenatural" (O Iluminado ) e "personagem contra Deus" (Um cântico para Leibowitz ).

### Personagem contra personagem
O conflito "personagem contra personagem" envolve histórias em que os personagens são uns contra os outros. Este é um conflito externo. O conflito pode ser a oposição direta, como em um tiroteio ou uma luta, ou pode ser um conflito mais sutil entre os desejos de dois ou mais personagens, como em um romance ou épico de família. Este tipo de conflito é muito comum na literatura tradicional, contos de fadas e mitos.

### Personagem contra a natureza
O conflito "Personagem contra natureza" é uma oposição externa posicionando o personagem contra um animal ou fenômeno natural, tal como uma tempestade ou tornado.

### Personagem contra si
O conflito "Personagem contra si" é uma luta interna. O personagem deve superar sua própria natureza ou fazer uma escolha entre dois ou mais caminhos — como decidir entre o bem e o mal, ou a lógica e a emoção.

### Personagem contra sociedade
O conflito "Personagem contra sociedade" é uma oposição externa onde o homem vai contra algo instituído pela sociedade (tal como escravidão ou bullying). Nas narrativas utilizando este conflito, os personagens são forçados a fazer uma escolha moral (submeter-se ou rebelar-se) em relação a sua própria visão contra as regras sociais.

## História
Tal como acontece com outros termos literários, estes surgiram gradualmente como descrições de estruturas narrativas comuns. O conflito foi descrito pela primeira vez na literatura grega  como o agon, ou competição central na tragédia. Segundo Aristóteles, para manter o interesse, o herói deve ter um único conflito. O agon, ou ato de conflito, envolve o protagonista (o "primeiro lutador") e o antagonista (um termo mais recente), correspondendo ao herói e ao vilão. O resultado da disputa não pode ser conhecido de antemão, e de acordo com críticos posteriores como Plutarco, a luta do herói deveria ser enobrecedora.
Até em literature moderna não-dramática, críticos observaram que o agon é a unidade central do enredo. O mais fácil que for para o protagonista triunfar, mais o drama é desvalorizado. Tanto quanto conflito interno e externo, o antagonista deve agir contra o protagonista e dar a impressão de o superar.